# Pittosporum ellipticum
Pittosporum ellipticum är en tvåhjärtbladig växtart som beskrevs av Thomas Kirk.
Pittosporum ellipticum ingår i släktet Pittosporum och familjen Pittosporaceae. Inga underarter finns listade i Catalogue of Life.